# Писарро, Клаудио
Кла́удио Миге́ль Писа́рро Бо́сио (исп. Claudio Miguel Pizarro Bosio; родился 3 октября 1978 года, Кальяо, Перу) — перуанский футболист, выступавший на позиции нападающего. Известен как игрок клубов «Депортиво Пескеро», «Альянса Лима», «Челси», «Кёльна», «Баварии» и «Вердера». Участник четырёх Кубков Америки (1999, 2004, 2007, 2015) в составе сборной Перу.
В составе «Баварии» Писарро стал трёхкратным чемпионом Германии, трёхкратным обладателем Кубка Германии, обладателем Кубка немецкой лиги и обладателем Межконтинентального кубка. Также на его счету один Кубок Германии, завоёванный в составе «Вердера». Лучший бомбардир «Вердера» за всю историю клуба, с 2010 по 2019 год являлся лучшим иностранным бомбардиром в истории Бундеслиги. Лучший бомбардир Лиги Европы УЕФА 2009/10.

## Детство
Клаудио Писарро появился на свет 3 октября 1978 года в 8:33 утра в морском медицинском центре перуанского города Кальяо в семье морского офицера Клаудио Писарро Давилы и его жены Патрисии Босио. Клаудио стал первым ребёнком в семье, но позже у него появились сестра Патрисия и младший брат Диего, который также стал профессиональным футболистом. Детство Клаудио провёл в районе Сантьяго де Сурко, пригороде Лимы. Когда Клаудио было шесть лет, в парке рядом со своим домом он сделал свои первые удары по мячу, но уже в школьные годы проявлял большой интерес к футболу. По воспоминаниям родных, случалось что Клаудио, придя домой из школы, быстро обедал и убегал на улицу через окно, чтобы поиграть с друзьями.
В военно-морском лицее адмирала Гуисе молодой Клаудио записался в спортивную секцию, где, помимо футбола, занимался бегом и прыжками в длину. Отец Клаудио с детских лет привил ему любовь к спорту. Благодаря отцу маленький Писарро участвовал во множестве чемпионатов, проводимых детской федерацией футбола Перу. Клаудио с детства показывал свой нрав на поле, своё стремление к победе и умение работать с мячом. Один из первых тренеров перуанца профессор Карлос Ираола уже тогда отмечал его уверенные действия на поле. Клаудио не только любил играть в футбол, он собирал альбомы, плакаты, журналы со своими любимыми командами и игроками. Он ждал каждые выходные, чтобы вместе с отцом сходить на стадион на матчи местной «Альянсы». Почти каждое воскресенье Клаудио играл в футбол.
В 11 лет Клаудио переехал в порт Пайта на севере страны, куда по распоряжению ВМС Перу был переведён на новую должность его отец. Уже в том возрасте Клаудио обладал выдающимися атлетическими данными и продолжал совмещать футбол с прочими видами спорта, поскольку считал, что это поможет ему стать полноценным игроком. Он выигрывал региональные соревнования по баскетболу и бегу на дистанции. Также Клаудио играл в теннис и сквош. Жизнь в Пайте была сопряжена с различными трудностями из-за отсутствия качественной инфраструктуры, в частности Клаудио приходилось учиться играть как на газоне, так и на грунтовом покрытии. В тот момент, по его словам, главным в жизни для него стала сама возможность играть в футбол.
В 13 лет, в 1991 году Клаудио попал в спортивную академию Кантолао, где он и смог раскрыть свой потенциал. Под руководством Хуана Хосе Тана Клаудио выиграл детский турнир, проводимый Международной детской футбольной ассоциацией, после чего о Писарро стали говорить в прессе как об одном из самых перспективных футболистов Перу.

## Клубная карьера

### «Депортиво Пескеро»
В 17-летнем возрасте Клаудио заключил свой первый профессиональный контракт с клубом «Депортиво Пескеро», который выступал в то время в высшем дивизионе чемпионата Перу. 26 марта 1996 года состоялся его дебют в большом футболе, это произошло в матче чемпионата Перу с клубом «Альянса Лима», который закончился поражением «Депортиво Пескеро» со счётом 0:2. Уже через две недели Клаудио забил два гола в ворота клуба «Атлетико Торино», которые стали для него первыми в карьере. Всего в своём первом сезоне Клаудио сыграл в 16-и матчах и забил 3 гола. В следующем сезоне молодой нападающий сыграл в 25-и матчах и забил уже 8 голов. Один из этих голов он забил превосходным ударом со штрафного в ворота столичной «Альянсы», чем привлёк внимание руководства клуба. Перед началом чемпионата 1998 года Клаудио был продан в этот клуб из Лимы за 54 тысячи фунтов стерлингов.

### «Альянса Лима»
В первом сезоне в новой команде Клаудио сформировал бомбардирскую связку с Роберто Сильвой, сыграл в 22-х матчах чемпионата и забил 7 голов. Игроку также удалось дебютировать в Кубке Либертадорес и Кубке Мерконорте. В розыгрыше Кубка Мерконорте Клаудио даже отметился двумя голами в ворота боливийского клуба «Стронгест». 15 ноября 1998 года Клаудио отметился «хет-триком» в ворота клуба «Альянса Атлетико». 13 июня 1999 года Клаудио забил ещё один «хет-трик» — на этот раз в ворота «Депортиво Мунисипаль». А 8 августа Клаудио забил в ворота клуба «Унион Минас» целых пять мячей. Всего в 1999 году Клаудио забил 18 голов в 22-х матчах за «Альянсу». Благодаря этому его клуб сумел занять второе место в первой половине чемпионата, а самим нападающим заинтересовался немецкий клуб «Вердер». 13 августа Писарро сыграл свой последний матч за «Альянсу», тогда его команда проиграла клубу «Спорт Бойз» со счётом 1:2, и единственный гол столичного клуба оказался на счету Клаудио. А уже на следующий день форвард перешёл в «Вердер» за 1,7 миллиона долларов.

Когда его не было в составе, соперник получал огромное преимущество. Именно поэтому я сказал, что, когда он уехал в Германию, мы потеряли почти 50 % своих наступательных возможностей, теперь нам будет гораздо труднее бороться за чемпионство.Оригинальный текст (исп.)Cuando él no podía estar en el once inicial, era una ventaja muy grande para los rivales. Por eso es que dije lo que dije cuando dejó Alianza y se fue a Alemania, que el equipo perdía más del 50% de su capacidad ofensiva y que ahora iba a ser mucho más difícil campeonar.— Эдгар Оспина, главный тренер «Альянсы». 1999 год

### «Вердер»
В новом клубе молодой форвард, получивший 10-й номер, дебютировал 28 августа 1999 года, выйдя на поле вместо Дирка Флока на 59-й минуте матча 3-го тура Бундеслиги против берлинской «Гертой», тот матч завершился ничьей со счётом 1:1. Уже через две недели Клаудио открыл счёт своим голам в Европе, это произошло 12 сентября в матче 4-го тура чемпионата с «Кайзерслаутерном», который завершился разгромной победой «Вердера» со счётом 5:0, в том же матче Клаудио отличился результативной передачей на Марко Боде. А ещё через неделю форвард отличился своим первым «хет-триком» в новом для себя чемпионате — это случилось 19 сентября в выездном матче 5-го тура чемпионата с «Вольфсбургом», который завершился победой бременцев со счётом 7:2, причём, чтобы забить три гола, Клаудио потребовалось всего лишь 37 минут второго тайма. 1 декабря Клаудио забил в ворота клуба «Ульм 1846» два гола, которые помогли бременцам выйти в четвертьфинал Кубка Германии. В том сезоне «Вердер» дошёл до финала Кубка Германии, в котором проиграл мюнхенской «Баварии» со счётом 0:3.
В первом же сезоне Клаудио дебютировал и в еврокубках. Его дебют пришёлся на выездной матч первого раунда Кубка УЕФА с норвежским «Будё-Глимт». Матч завершился уверенной победой «Вердера» со счётом 5:0, а перуанец записал на свой счёт первый и последний голы своей команды. В том розыгрыше Кубка УЕФА бременцы дошли до четвертьфинала, где уступили лондонскому «Арсеналу». Всего в своём первом европейском сезоне Писарро принял участие в 39-и матчах, в которых забил 15 голов.

Его приход в команду, пожалуй, лучшее, что могло произойти. Конкуренция была высокой, но такой игрок не должен был её бояться. Я полностью уверен в нём, даже несмотря на то, что он иногда не достигает своей цели. Я знаю, что на него претендуют некоторые итальянские команды, но я хочу, чтобы он остался в нашей команде.— Томас Шааф, главный тренер «Вердера». 2000 год
Следующий сезон Клаудио начал 12 августа 2000 года с забитого гола в ворота «Энерги» в матче 1-го тура чемпионата. Однако в следующие два месяца Писарро ни разу не смог поразить ворота соперников. За этот период клуб успел оштрафовать форварда на 10 тысяч марок за посещение бара вместе с Аилтоном. Свой следующий гол нападающий забил только 4 ноября, в ворота берлинской «Герты». Через пять дней, 9 ноября, Клаудио сделал «хет-трик» в течение 19-и минут в матче второго раунда Кубка УЕФА с бельгийским «Генком», таким образом, Клаудио стал всего лишь вторым перуанским футболистом после Теофило Кубильяса, сделавшим «хет-трик» в еврокубковом матче. В конце чемпионата Клаудио удалась блестящая серия из 8-и матчей и 8-и забитых голов. В матче последнего, 34-го тура с «Ганзой» из Ростока Писарро уже к 34-й минуте получил две жёлтые карточки и был удалён с поля — эта красная карточка стала для него первой в его европейской карьере. Всего в чемпионате Германии сезона 2000/2001 Клаудио забил 19 голов в 31-м матче, только на 3 гола отстав от Сергея Барбареза и Эббе Санда. Журнал «Kicker» признал Писарро лучшим нападающим второго круга чемпионата. Также на счету перуанца было 4 гола в 5-и матчах Кубка УЕФА. После этого сезона за перуанца развернулась борьба между мюнхенской «Баварией», дортмундской «Боруссией», мадридским «Реалом», «Барселоной» и миланским «Интером». В итоге спор выиграл мюнхенский суперклуб, который заплатил за перуанца по разным данным от 6,5 до 8 миллионов долларов США.

### «Бавария»

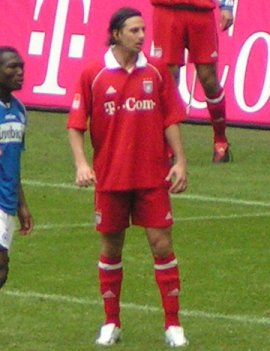
Писарро в форме «Баварии» 15 апреля 2006 года в матче с «Арминией» (2:0)

Со своим новым клубом Писарро, получивший футболку с 14-м номером, подписал контракт на 4 года. Дебют форварда за новый клуб пришёлся на матч 1-го тура чемпионата Германии против «Шальке 04», 4 августа 2001 года. Писарро вышел в основном составе и уже на 6-й минуте матча открыл счёт своим голам за мюнхенцев, матч завершился разгромной победой «Баварии» со счётом 3:0, а сам Клаудио был заменён на 85-й на Карстена Янкера. В конце августа Клаудио принимал участие в матче за Суперкубок УЕФА, в котором «Бавария» уступила «Ливерпулю» со счётом 2:3, перуанец вышел на поле с первых минут и на 66-й минуте был заменён на Карстена Янкера. Вскоре Клаудио дебютировал в матчах Лиги чемпионов, это случилось в матче с пражской «Спартой», когда перуанец на 72-й минуте заменил Джоване Элбера. 17 октября Писарро забил два гола в матче Лиги чемпионов с московским «Спартаком». Эти голы, ставшие для него первыми в этом турнире, он посвятил своему сыну, которому в этот день исполнилось два года. В ноябре «Бавария» выиграла Межконтинентальный кубок, победив «Бока Хуниорс» со счётом 1:0 после дополнительного времени, этот трофей стал первым для перуанца в его карьере. В том сезоне «Бавария» стала третьей в чемпионате, дошла до полуфинала Кубка Германии и до четвертьфинала Лиги чемпионов. Всего в своём первом сезоне в «Баварии» перуанский нападающий принял участие в 50-и матчах, в которых забил 19 голов.
Свой второй сезон Клаудио начал с четырёх голов в четырёх матчах чемпионата. 30 ноября 2002 года Писарро сыграл в своём сотом матче в Бундеслиге, тогда «Бавария» дома обыграла берлинскую «Герту» со счётом 2:0, а сам Клаудио появился на поле на 72-й минуте, заменив Джоване Элбера. К этому моменту он на некоторое время потерял место в основном составе. Это было вызвано травмой колена, которую Клаудио окончательно усугубил в кубковом матче с «Шальке 04». В начале декабря Писарро сделали операцию на больном колене, из-за которой он пропустил шесть недель. На поле перуанский нападающий вернулся только 26 января 2003 года в домашнем матче чемпионата с «Боруссией» из Мёнхенгладбаха, который завершился разгромной победой баварцев со счётом 3:0. Тот чемпионат «Бавария» закончила на первом месте, оторвавшись от ближайших преследователей из «Штутгарта» на 16 очков. В Кубке Германии мюнхенский клуб также стал победителем, после того как в финале был обыгран «Кайзерслаутерн» со счётом 3:1, а сам перуанец записал на свой счёт третий гол своей команды. Несмотря на успехи в виде «золотого дубля» на внутренней арене, в Лиге чемпионов «Бавария» выступила крайне неудачно, заняв в своей группе последнее место, которое не позволило им выйти даже в Кубок УЕФА. По окончании сезона нападающим интересовался французский «Лион», однако трансфер так и не состоялся.
На старте следующего сезона Писарро удалась серия, во время которой он забивал по голу в четырёх матчах чемпионата подряд. 30 сентября 2003 года в матче Лиги чемпионов с бельгийским «Андерлехтом» нападающий получил две жёлтые карточки и покинул поле уже к 36-й минуте матча. К ноябрю перуанец из-за низкой результативности потерял место в стартовом составе и лишь 16 декабря смог прервать безголевую серию, забив мяч и сделав голевую передачу в матче 17-го тура с «Фрайбургом», который завершился победой баварцев со счётом 6:0. Тем не менее в течение ближайших четырёх месяцев этот гол оставался последним на счету Клаудио, а следующий мяч нападающему удалось отправить в ворота только 1 мая 2004 года в выездном матче 31-го тура с «Кёльном». В том сезоне «Бавария» стала второй в чемпионате, выбыла из Лиги чемпионов ещё на стадии 1/8 финала, а в четвертьфинале Кубка Германии уступила «Алемании» из Ахена, выступающей во второй Бундеслиге. В феврале отец Клаудио сообщил, что его сын собирается покинуть мюнхенский клуб и переехать в Италию или Испанию из-за того, что у них в ближайшем будущем нет шансов на победу в Лиге чемпионов, однако уже в мае Клаудио Писарро продлил контракт с клубом до середины 2007 года.
Следующий сезон «Бавария» начала с победы в Кубке немецкой лиги, однако сам Клаудио не принимал участия в матчах за трофей. 26 октября 2004 года Клаудио оформил победный «дубль» в матче с «Вольфсбургом», за этот матч форвард получил от журнала Kicker наивысшую оценку единицу. Матч с «Майнцем» 27 ноября стал для Клаудио сотым в Бундеслиге, проведённым в составе «Баварии». В четвертьфинальном матче Кубка Германии с «Фрайбургом» Писарро оформил «покер» уже к 60-й минуте. В том сезоне «Бавария» вновь сделала «золотой дубль», но в Лиге чемпионов оступилась на стадии четвертьфинала. Писарро провёл в том сезоне всего 35 матчей, несмотря на это, он забил 21 гол, что стало его личным рекордом за время пребывания в мюнхенском клубе.
Сезон 2005/2006 Клаудио начал неудачно, он редко появлялся на поле, а свой первый гол забил только в матче 10-го тура чемпионата с «Дуйсбургом». Вскоре Писарро сумел набрать форму и в трёх ноябрьских матчах чемпионата забил 5 голов. После этого он принял участие в успешном для «Баварии» розыгрыше Кубка Германии, где в четвертьфинале забил два гола в ворота «Майнца», один из которых принёс ничью в основное время, а другой стал победным уже в овертайме. В полуфинале турнира Клаудио вновь сделал «дубль» — на этот раз в ворота «Санкт-Паули», что принесло его команде уверенную победу со счётом 3:0. Писарро отметился единственным голом и в победном финале с франкфуртским «Айнтрахтом». Помимо победы в Кубке Германии, «Бавария» в том сезоне выиграла и чемпионат, таким образом, клубу впервые в истории Германии удалось сделать два «золотых дубля» подряд. Но вновь, несмотря на успехи на внутренней арене, в Лиге чемпионов баварцы не смогли зайти дальше стадии 1/8 финала, на этот раз их обидчиком стал «Милан».
Следующий сезон Писарро начал с заявления о том, что он готов покинуть мюнхенский клуб, если ему не будет предложен устраивающий его контракт. В качестве вариантов для трансфера им рассматривались миланский «Интер», лондонский «Арсенал» и «Барселону». Форвард запросил зарплату, которая должна была составлять не менее 4 миллионов евро в год, на что вице-президент баварцев Карл-Хайнц Румменигге ответил: «Если кто-то хочет получать как Андрей Шевченко, он должен играть как Шевченко». Несмотря на это заявление, Писарро продолжал выступать и забивать за «Баварию». Матч с «Арминией» из Билефельда прошедший 16 сентября 2006 года и завершившийся поражением мюнхенцев со счётом 1:2, стал для Писарро 200-м в Бундеслиге. 27 сентября перуанский нападающий, забив гол в ворота «Интера», принёс «Баварии» первую гостевую победу над итальянским клубом за 18 лет, хотя всего за четыре дня до этого Клаудио был задержан дорожной полицией за вождение автомобиля в нетрезвом виде. В матче 9-го тура с франкфуртским «Айнтрахтом» перед пробитием пенальти Клаудио отобрал мяч у штатного исполнителя мюнхенцев Роя Макая и принял решение исполнить одиннадцатиметровый самостоятельно. Удар перуанца без труда отразил голкипер соперника Ока Николов, а нападающий своим поступком привёл в бешенство почти всю команду. Нападающего за этот поступок хотели даже отчислить из команды, в итоге этого делать не стали, но уже тогда им заинтересовалась «Севилья». В конце января 2007 года Писарро изъявил желание перейти в «Ювентус» вслед за своим одноклубником Хасаном Салихамиджичем, так как Турин является родным городом его дедушки. В марте Писарро высказался, что хочет подписать новый контракт с «Баварией», если ему увеличат зарплату. В итоге руководство клуба не захотело пойти на уступки, и стало понятно, что по истечении контракта перуанец покинет клуб. Тогда же заинтересованность в услугах нападающего высказали «Вильярреал» и ПСВ. 19 мая Писарро провёл свой последний матч в составе «Баварии». Тогда его клуб разгромил «Майнц 05» со счётом 5:2, а Писарро отметился голом, который оказался для него сотым в Бундеслиге и сотым проведённым в майке «Баварии». А уже через неделю стало известно, что перуанец на правах свободного агента переходит в «Челси». В своём последнем сезоне Писарро не выиграл с командой ни одного титула, в чемпионате мюнхенцы стали лишь четвёртыми, в Кубке выбыли ещё на стадии 1/8 финала, а в Лиге чемпионов клуб вновь выбыл на стадии четвертьфинала, и, как и год назад, их обидчиками стали футболисты «Милана». Всего в составе «Баварии» на тот момент Клаудио провёл 256 матчей, в которых забил ровно 100 голов.

### «Челси»

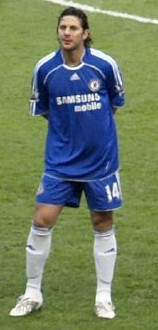
Писарро в форме «Челси» 12 января 2008 года перед матчем с «Тоттенхэмом» (2:0)

1 июня 2007 года было официально объявлено о том, что Писарро подписал контракт с «аристократами», который вступает в силу с 1 июля. Со своим новым клубом Писарро подписал 4-летний контракт, по которому он должен был получать 50 тысяч фунтов в неделю. В борьбе за нападающего «Челси» выиграл спор у «Ювентуса». Причиной своего выбора перуанец назвал возможность выиграть Лигу чемпионов.

Я думаю, мой опыт в Германии дал мне почувствовать вкус европейского футбола, и смена обстановки не окажется для меня сложной. Я знаю, что такое конкуренция. Когда я пришёл в «Баварию», там были Янкер, Элбер и Циклер, хорошие футболисты, однако я почти всегда играл в основе, так как был уверен в своих силах. Я знаю, что здесь много отличных игроков, но я должен соответствовать их уровнюОригинальный текст (англ.)I think my experience in Germany has given me a taste of playing European football and I don't think the transition and settling in is going to be so complicated," said Pizarro, who has joined the London club on a free transfer from FC Bayern München. "I know what competition is all about. When I came to Bayern they had [Carsten] Jancker, [Giovane] Elber, [Alexander] Zickler, players of good quality, but I was almost always playing because I have confidence in what I can do. I know there are a lot of players here with excellent quality, but I've got to make it difficult by playing well myself.— Клаудио Писарро. Июль 2007 года
Переезду Писарро в Англию поспособствовали бывший одноклубник Клаудио Оуэн Харгривз, который помогал Клаудио изучать английский язык, и соотечественник Нолберто Солано, уже долгое время выступавший в Премьер-Лиге. В преддверии трансфера главный тренер «Челси» Жозе Моуринью, настаивавший на переходе Писарро, охарактеризовал Клаудио как «типичного британского нападающего».
В составе «Челси» Писарро дебютировал 5 августа 2007 года в матче за Суперкубок Англии против «Манчестер Юнайтед». Клаудио вышел на поле на 51-й минуте, заменив Флорана Малуда при счёте 1:1. С таким счётом закончилось и основное, и дополнительное время. В серии послематчевых пенальти «Манчестер» выиграл со счётом 3:0, а сам Писарро не реализовал первый одиннадцатиметровый своей команды. В Премьер-лиге перуанец дебютировал через неделю, 12 августа, в матче с «Бирмингемом». Клаудио появился на поле в стартовом составе и уже на 18-й минуте забил свой первый гол в Англии. Начало сезона вышло удачным для перуанца — главный тренер доверял нападающему и давал ему место в составе, но уже в сентябре Моуринью покинул свой пост, и ему на замену пришёл Аврам Грант. Израильтянин не видел его Писарро как игрока основного состава, поскольку делал ставку на Дидье Дрогба как единственного форварда. В итоге Клаудио был вынужден надолго стать резервистом, а свой шанс он получил только в январе, когда основные нападающие клуба — Дрогба и Саломон Калу — уехали на Кубок африканских наций. 19 января 2008 года Клаудио в матче Премьер-лиги с «Бирмингемом» забил единственный гол в матче. За «Челси» Клаудио забил всего 2 гола, и оба пришлись на матчи с бирмингемцами. Но даже этот гол не помог Клаудио закрепиться в основном составе, а фанаты клуба даже потребовали ухода Писарро. В феврале он был исключён из заявки команды на Лигу чемпионов перед началом плей-офф. А в марте и вовсе был переведён в резервный состав. Свой последний матч за основную команду Писарро провёл 8 марта, это был четвертьфинал Кубка Англии с «Барнсли», который «Челси» проиграл со счётом 0:1, а сам Писарро появился на поле на 74-й минуте, заменив Жулиано Беллетти. Всего в своём первом и единственном сезоне в Англии Клаудио появился на поле в 31-м матче и забил в них 2 гола, причём всего в 10-и матчах он появлялся на поле с первых минут.
По окончании сезона стало окончательно ясно, что Клаудио не останется в стане «аристократов»: «Челси» был готов расстаться с нападающим за 3 миллиона евро. Им начали интересоваться руководители «Панатинаикоса», «Пари Сен-Жермен», «Бетис», «Сток Сити» и «Халл Сити». Появлялись слухи даже о том, что агент Писарро, Карлос Дельгадо, предлагал услуги нападающего президенту «Ривер Плейта» Хосе Марии Агилару. Однако впоследствии сам агент опроверг эти слухи. В итоге спор за перуанца выиграл бременский «Вердер». Клуб, в котором девять лет назад начиналась европейская карьера перуанца, взял нападающего в годичную аренду.

#### Аренда в «Вердере»
23 августа 2008 года в матче 2-го тура чемпионата Германии с «Шальке» Писарро впервые вышел на поле после своего возвращения в «Вердер». А уже через неделю в матче с «Боруссией» из Мёнхенгладбаха Клаудио забил свой первый гол в сезоне. После матча с «Бохумом» Клаудио подверг критике судейство, сказав, что они играли «против 12 человек — 11 игроков соперника и рефери», за что был оштрафован на 3 тысячи евро. Уже несколько недель спустя в матче с франкфуртским «Айнтрахтом» перуанец отличился «хет-триком», за что журнал Kicker вновь удостоил его наивысшей оценки — единицы. В матче следующего тура Писарро получил красную карточку за удар в лицо игрока «Карлсруэ» Мартина Штолля. За этот инцидент Писарро был дисквалифицирован на три матча. 21 февраля 2009 года Писарро не попал в заявку на матч с «Энерги», из-за того, что пропустил предматчевую тренировку команды. Форвард пропустил тренировку, так как из-за задержки рейса не смог вовремя вернуться из Лондона, где на тот момент проживала его семья. В марте появилась информация о том, что Писарро способствовал переходу своего бывшего одноклубника по «Альянсе» Роберто Сильвы в «Вердер» в 2001 году, за что нападающему грозила дисквалификация сроком на два года, так как правилами ФИФА запрещалось действующим футболистам выполнять функции агентов. Несмотря на эти слухи и начатое уголовное разбирательство в Перу, 5 апреля в матче с «Ганновером» Клаудио вновь отличился «хет-триком», и журнал Kicker снова поставил ему единицу. В своём первом чемпионате после возвращения Клаудио забил 17 голов в 26-и матчах, став лучшим бомбардиром команды. Успешные выступления перуанца в чемпионате не помогли клубу, который занял в чемпионате лишь 10-е место.
Несмотря на низкое место в чемпионате, «Вердер» выиграл Кубок Германии. По пути к финалу бременцы выбыли из розыгрыша дортмундскую «Боруссию», чемпиона Германии «Вольфсбург» и «Гамбург». А уже в самом финале с минимальным счётом был побеждён «Байер». Этот трофей стал для Писарро первым, завоёванным в составе бременского клуба.
Еврокубковый сезон также стал удачным для «Вердера»: начав сезон в Лиге чемпионов, клуб не выдержал борьбы с «Панатинаикосом» и миланским «Интером» и занял в своей группе третье место, дающее право продолжить выступления в Кубке УЕФА, но на стадии 1/16 финала этого турнира «Вердер» сумел пройти «Милан» благодаря двум голам Писарро, которые он забил в гостевом матче. В следующем раунде немцы вновь не без помощи Писарро прошли «Сент-Этьен». Далее был пройден ещё один итальянский клуб, на этот раз пострадал «Удинезе», где Клаудио вновь внёс свой вклад в общую победу. На стадии полуфинала были пройдены футболисты «Гамбурга». Но в финале последнего розыгрыша Кубка УЕФА бременцы в дополнительное время проиграли донецкому «Шахтёру». В том финале Писарро забил два гола, которые были отменены арбитром.
В общей сложности в том сезоне Клаудио сыграл в 46-и матчах, в которых он забил 28 голов.

#### Возвращение в «Челси»
После успешного сезона в «Вердере» руководство бременцев заявило о желании сохранить нападающего в команде. Но вскоре Писарро вернулся в «Челси» и даже был включён в заявку на предстоящий сезон под 14-м номером. Интерес к форварду стал проявлять и другой клуб Бундеслиги «Штутгарт», искавший замену покидавшего клуб Марио Гомеса. «Галатасарай» предлагал 3,5 миллиона евро «Челси» и 2,8 миллиона евро в год самому футболисту. Вскоре руководство другого турецкого клуба, «Фенербахче», высказало желание о приобретении перуанца. Сам лондонский клуб предлагал Клаудио Писарро плюс 10 миллионов фунтов за футболиста «Милана» Андреа Пирло. Руководство итальянского клуба было заинтересовано перуанским форвардом, но сделка так и не состоялась из-за нежелания самого Пирло покидать Милан.
Лишь в середине августа «Вердер» и «Челси» начали вести переговоры по поводу перехода форварда в немецкий клуб. И уже вскоре стороны пришли к согласию, и было официально объявлено о том, что Писарро стал игроком «Вердера».

### Переход в «Вердер»

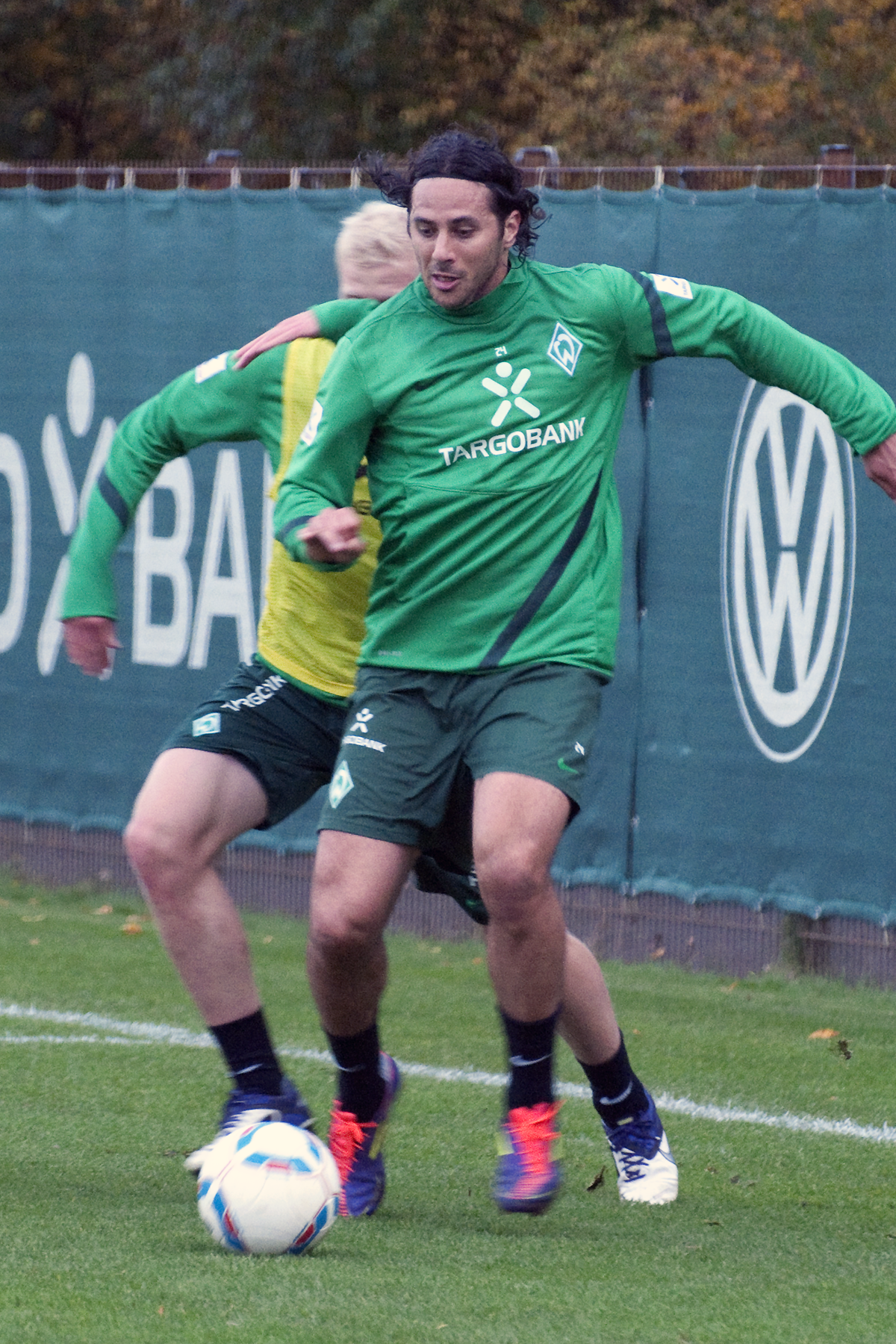
Писарро на тренировке «Вердера» в 2011 году

С «Вердером» перуанский нападающий подписал контракт до 2012 года, при этом ему пришлось пойти на уменьшение своей зарплаты.
Первым матчем в сезоне для Клаудио стал квалификационный матч Лиги Европы с казахстанским «Актобе», который прошёл 20 августа 2009 года и завершился победой немцев со счётом 6:3. Уже через три дня в матче 3-го тура чемпионата Германии с «Боруссией» из Мёнхенгладбаха Писарро отметился двумя забитыми голами. 25 октября в матче 10-го тура чемпионата с «Бохумом» Клаудио получил травму голеностопа, из-за которой ему пришлось пропустить весь ноябрь, и лишь в декабре перуанец приступил к тренировкам по индивидуальной программе. Его возвращение состоялось 12 декабря в матче 16-го тура с «Шальке», несмотря на то, что ещё за день до матча состояние его ноги ухудшилось. В середине января Писарро получил травму колена, неудачно упав на обледенелом газоне тренировочного поля, но уже через несколько дней Клаудио вышел на поле в матче с франкфуртским «Айнтрахтом». 5 февраля Клаудио Писарро забил победный гол в ворота «Герты». Благодаря этой победе «Вердеру» удалось прервать 5-матчевую серию, состоящую из поражений. В ответном матче 1/16 финала Лиги Европы Писарро оформил «хет-трик» в ворота «Твенте». В матче последнего, 34-го тура чемпионата Клаудио забил гол в ворота «Гамбурга», который стал для него 133-м в Бундеслиге. Таким образом, перуанец сравнялся с Джоване Элбером, лучшим иностранным бомбардиром в истории чемпионатов Германии. Всего в том чемпионате Клаудио записал на свой счёт 16 голов в 26-и матчах. Благодаря его игре «Вердеру» удалось стать бронзовым призёром чемпионата. В Кубке Германии команда вновь дошла до финала, но на этот раз уступила мюнхенской «Баварии» со счётом 0:4. В Лиге Европы «Вердер» сошёл с дистанции ещё на стадии 1/8 финала, однако Клаудио забив 9 голов, вместе с Оскаром Кардосо, стал лучшим бомбардиром первого розыгрыша турнира.
Следующий сезон Клаудио Писарро начал с того, что помог своему клубу выйти в групповой турнир Лиги чемпионов. В первом матче с «Сампдорией» Клаудио отметился «дублем», и «Вердер» выиграл со счётом 3:1. В ответном поединке основное время закончилось со счётом 3:1 в пользу итальянцев, а уже в овертайме Писарро на 100-й минуте забил гол, который позволил бременцам пройти дальше. В матче 2-го тура чемпионата с «Кёльном» Писарро получил травму мышц левого бедра и выбыл из строя почти на месяц. Клаудио вернулся в строй к матчу с «Гамбургом», однако в нём он снова травмировал мышцу бедра и выбыл ещё на месяц. 23 октября в матче 9-го тура Клаудио забил свой первый гол в сезоне в ворота мёнхенгладбахской «Боруссии», который оказался для него рекордным 134-м в Бундеслиге, таким образом, Клаудио обошёл Джоване Элбера и стал лучшим иностранным бомбардиром в истории чемпионатов Германии, на его счету 176 голов в 383 матчах 1-й бундеслиги. В ноябре Клаудио на тренировке вновь травмировал мышцу бедра, из-за чего был вынужден пропустить ещё один месяц. В течение сезона Клаудио получил ещё несколько травм, которые не позволили ему провести полноценный сезон. В январе 2011 года мадридский «Реал» рассматривал кандидатуру перуанца в качестве замены травмированному Гонсало Игуаину. Несмотря на испорченный травмами сезон, Клаудио сыграл в 29-и матчах, в которых забил 14 голов. И хотя форвард выступил удачно, «Вердер» закончил сезон лишь на 13-м месте в чемпионате, а в Лиге чемпионов бременцы и вовсе заняли последнее место в группе, которое не позволило им продолжить выступления в еврокубках.
Перед началом нового сезона Клаудио рассказал о том, что, когда его контракт подойдёт к концу в середине 2012 года, он покинет команду. В августе Клаудио было предложено заключить контракт со швейцарским клубом «Ксамакс», владельцем которого является чеченский бизнесмен Булат Чагаев, по которому форвард получал бы 5 миллионов евро в год, однако Клаудио отклонил это предложение и остался в Германии. 29 октября в матче с «Майнцем», который его клуб выиграл со счётом 3:1, Клаудио забил свой 150-й гол в Бундеслиге. А уже в следующем матче Клаудио принёс волевую победу своей команде, оформив «хет-трик» в ворота «Кёльна». В матче 25-го тура с «Ганновером» Клаудио ударил по лицу Эмануэля Погатеца, судья матча не заметил этот инцидент, но затем немецкий футбольный союз дисквалифицировал перуанца на два матча. В итоге в сезоне 2011/2012 Писарро отметился 18-ю голами в 29-и матчах. Несмотря на это, перуанец не стал продлевать свой контракт, и летом 2012 года покинул «Вердер».

### Возвращение в «Баварию»

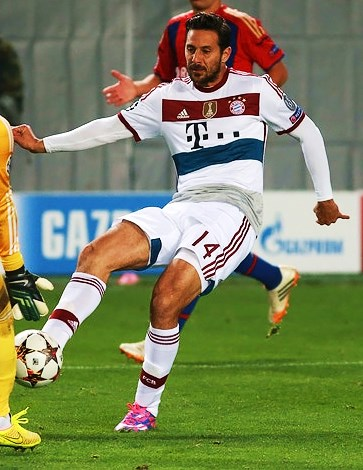
Писарро 30 сентября 2014 года в матче группового этапа Лиги Чемпионов против московского «ЦСКА» (0:1)

24 мая 2012 года Клаудио Писарро с согласия тренера сборной Серхио Маркаряна покинул её состав после матча со сборной Нигерии для решения вопроса о переходе в другой клуб. Уже на следующий день отец Клаудио сообщил СМИ о подписании годичного контракта с мюнхенской «Баварией», которое позже был подтверждено на официальном сайте клуба. 20 августа 2012 года Клаудио провёл свой первый матч после возвращения в Мюнхен. В матче первого раунда кубка Германии с клубом «Ян» из Регенсбурга Клаудио вышел на поле на 81-й минуте, заменив Марио Манджукича, а уже спустя 7 минут он забил гол, установив окончательный счёт матча. 7 ноября 2012 года Писарро оформил за один тайм хет-трик в Лиге Чемпионов в матче с Лиллем. Несмотря на успешную игру Писарро преимущественно выступал в роли резервиста, появляясь на поле в роли флангового полузащитника либо нападающего в зависимости от наличия на поле основного форварда клуба — Манджукича. 30 марта 2013 года в матче 27-го тура Бундеслиги против Гамбурга Писарро оформил покер и сделал две голевые передачи, а «мюнхенцы» одержали победу с общим счетом 9:2. 20 апреля Клаудио отметился дублем и двумя результативными передачами на Франка Рибери и Марио Гомеса в игре против «Ганновера». К концу сезона 2013/2013 в составе «Баварии» под руководством Юппа Хайнкеса Клаудио стал победителем Бундеслиги, Лиги чемпионов и кубка Германии.
7 июня 2013 года Клаудио продлил соглашение с «Баварией», подписав контракт на один год. Благодаря успешной игре при выходах на замену в прошлом сезоне Писарро выиграл конкуренцию у Марио Гомеса, который был вынужден после продления контракта с Клаудио на следующий же день покинуть клуб. Новый главный тренер команды Хосеп Гвардиола подчеркнул, что для него важен игрок в клубе со знанием испанского языка, а самого Писарро назвал «супер-супер-игроком». Тем не менее первые игры сезона Писарро получал мало игрового времени, появившись на поле лишь в двух из первых девяти матчей. 25 октября Писарро получил мышечную травму, которая вывела его из строя до начала декабря. Во время зимнего перерыва СМИ начали рассматривать варианты дальнейшего трудоустройства перуанца, на которые он ответил, что либо останется в «Баварии», либо уедет за границу, но не перейдёт в другой немецкий клуб. Со второй половины сезона Писарро стал получать больше игрового времени, в связи с чем увеличилась и его результативность. По итогам сезона только в чемпионате Германии он забил 10 мячей, выйдя на поле в стартовом составе лишь шесть раз — на один забитый гол Клаудио в среднем тратил около 73 минут игрового времени, что сделало его самым эффективным нападающим клуба.
27 мая 2014 года Писарро вновь продлил контракт ещё на один сезон. В это же время состав мюнхенцев пополнил новый центрфорвард — Роберт Левандовский, что ещё больше усилило конкуренцию среди игроков атаки. Новый сезон Клаудио снова начал в роли штатного резервиста, но в отличие от прошлого сезона перуанец не мог отличиться результативными действиями на поле. 5 ноября он получил разрыв мышечного пучка, что выбило его из строя вплоть до середины декабря. В тот момент Писарро отметил, что имеет прекрасные отношения с Гвардиолой, который давал игроку различные советы о футболе и перспективах дальнейшей тренерской карьеры. Несмотря на это в дальнейшем Писарро стал всё реже появляться на замене, хотя в некоторых товарищеских матчах в зимнем перерыве даже получал статус капитана команды. К апрелю 2015 года Клаудио по-прежнему не мог отличиться в матчах Бундеслиги, а Хосеп Гвардиола стал предпочитать отдавать функции Писарро Томасу Мюллеру и Марио Гётце. На этом фоне в прессе появились слухи о том, что перуанцу летом не будет предложено продлить контракт. В качестве основных претендентов на Писарро назывались различные азиатские (преимущественно катарские) клубы, а также бременский «Вердер», однако спортивный директор «музыкантов» Томас Айхин в тот момент отказался комментировать эту информацию. Клаудио так и окончил сезон без единого забитого мяча в Бундеслиге, что стало худшей результативностью за всю его профессиональную карьеру. К отправлению на Кубок Америки в июне 2015 года, Писарро не смог заключить контракт ни с одним из клубов, но исключил вариант перехода на тренерское поприще в ближайшее время, и подчеркнул что отдаёт приоритет возможному новому предложению «Баварии». В конце июня Клаудио дал интервью официальному сайту Бундеслиги, в котором уже не исключал возможный переход в «Вердер», но начальник скаутского отдела бременцев Роувен Шрёдер отметил, что сомневается в искренности желания Писарро вернуться в клуб и полностью отрицал какие-либо контакты с игроком о возможном контракте. С начала июля 2015 года перуанец получил статус свободного агента, объявив что желает продолжить игровую карьеру ещё в течение пары лет и поблагодарив мюнхенский клуб и Хосепа Гвардиолу за совместную работу.

### И снова «Вердер»
В течение двух месяцев Писарро не мог заключить контракт с каким бы то ни было профессиональным клубом, при этом перуанец отдавал предпочтение предложениям из Германии или представителям ведущих футбольных лиг Европы, но не командам низших дивизионов и южноамериканских чемпионатов. По словам Писарро, в тот момент для его семьи было важно остаться в Германии. Среди претендентов на перуанца в СМИ рассматривались участник Лиги Европы УЕФА «Аугсбург», новичок Бундеслиги «Ингольштадт 04», а также дортмундская «Боруссия», в которой Клаудио могла быть отведена роль сменщика Пьер-Эмерика Обамеянга. Кроме того в качестве возможного варианта журналисты не исключали и возвращение в «Вердер», где он стал бы заменой покинувшему клуб форварду Франко Ди Санто. О расставании с «Баварией» Писарро признался, что если бы остался в мюнхенском клубе, то через год завершил бы профессиональную карьеру. 1 сентября закрылось европейское трансферное окно, однако поскольку Писарро являлся свободным агентом, то всё равно мог заключать соглашения с новой командой. Список претендентов на перуанца сократился до марсельского «Олимпика» и «Вердера», на счёт которого Клаудио подчеркнул, что бременский клуб очень важен для него и у него по-прежнему много друзей в этой команде. 3 сентября состоялась первая встреча агента игрока с Томасом Айхином и советом директоров «Вердера», а 7 сентября было объявлено о подписании однолетнего контракта: Клаудио получил привычный 14-й номер. Спортивный директор клуба Томас Айхин на церемонии представления Писарро указал, что пригласил перуанца в клуб для возможности передачи его богатого игрового опыта молодым футболистам. По свидетельству журналистов Die Welt, фанаты «музыкантов» восприняли приход Писарро с эйфорией, как возвращение легенды клуба, и с ажиотажем раскупали атрибутику с его фамилией, а также организовали ему встречу в аэропорте, где распевали приветственные кричалки в его честь. Клаудио признался, что растроган таким тёплым приёмом, и назвал Бремен «своим вторым домом».
Сезон 2015/2016 начался для «Вердера» неудачно — команда, которой в то время руководил украинский специалист Виктор Скрипник, к ноябрю оказалась в зоне стыковых матчей за сохранение места в Бундеслиге и потерпела ряд поражений. Писарро к этому моменту сумел отметиться лишь единственным мячом в ворота «Аугсбурга», что сам игрок связал с длительным периодом адаптации под схему игры Скрипника, предполагавшую высокую беговую нагрузку и обилие контратак, которые строились через центрфорвардов. Перед зимним перерывом клубу удалось несколько выравнять положение в турнирной таблице, поднявшись до четырнадцатого места, а также выйти в четвертьфинал Кубка Германии, чему поспособствовали ещё два мяча перуанца. Результативные действия Писарро продолжились и после возвращения с зимних каникул — 24 января 2016 года он забил гол в ворота «Шальке 04», что сделало его шестым в списке бомбардиров Бундеслиги за всю её историю, а 5 февраля перуанец сыграл свой четырёхсотый матч в этом турнире. Вторую половину сезона Писарро начал в хорошей форме, которую отметил и главный тренер команды, заявивший, что рад иметь на поле игрока готового брать на себя почти единоличную ответственность за результативность. В дальнейшем Клаудио продолжил поражать ворота противников и 16 апреля стал лучшим бомбардиром в истории «Вердера», опередив Марко Боде, на счету которого был 101 мяч. Всего за сезон в 32 матчах перуанцу удалось забить 16 голов, что помогло «Вердеру» избежать вылета и завершить сезон на тринадцатом месте в турнирной таблице, а также дойти до полуфинала кубка страны. 17 мая 2016 года клуб продлил соглашение с Писарро ещё на один сезон, а Томас Айхин подчеркнул, что руководство довольно действиями игрока как на поле, так и за его пределами.
Во время предсезонных сборов в США летом 2016 года Писарро получил мышечную травму, выбившую его из строя до начала ноября. Также как и в прошлом сезоне «Вердер» начал новое первенство с череды поражений, отбросившей его на последнее место в турнирной таблице, что привело к замене Скрипника на тренера втором команды Александра Нури. Однако после возвращения на поле перуанец до зимнего перерыва не смог поразить ворота противников, что, по его признанию, сказывалось как на уверенности в собственных силах, так и на возможном непродлении контракта со стороны «Вердера», несмотря на его желание остаться в клубе. Из-за проблем с бедренным нервом Клаудио был вынужден пропустить матч против «Аугсберга» 5 февраля 2017 года, но после восстановления начал получать всё меньше игрового времени и начинал некоторые матчи на скамейке запасных. Ситуация не изменилась к весне 2017 года, и новый спортивный директор клуба Франк Бауман решил урегулировать вопрос о продолжении сотрудничества с Писарро до конца текущего сезона, что подтвердил и сам игрок, отметив, что оставшиеся матчи решат его будущее в клубе, но он хотел бы провести, как минимум, ещё один сезон на профессиональном уровне. В отличие от прошлого сезона клубу удалось завершить сезон на восьмой строчке в турнирной таблице, но Клаудио сумел отличиться лишь единожды в 19 матчах. В конце июня 2017 года Нури не пригласил Писарро для предсезонной проверки функциональной готовности, и со 2 июля Клаудио покинул клуб как свободный агент.

### «Кёльн»
После того как Писарро покинул расположение «Вердера» Франк Бауман заявил, что перуанец «уже четырежды приходил в бременский клуб и пятого раза точно не случится». Член совета директоров «музыкантов» Юрген Борн также заявил, что Клаудио стремится к осуществлению своей мечты — участию на чемпионате мира 2018 года вместе со сборной Перу — и ради неё будет искать клуб со стабильной игровой практикой, в числе которых функционер указал клубы из Китая и ОАЭ. Тем не менее в течение июля 2017 года Писарро продолжал оставаться в Бремене, где тренировался индивидуально в ожидании возможного предложения от прежнего клуба, но в августе, так и не получив его, отправился вместе с семьёй в свой загородный дом в Баварии. За подобное отношение к перуанцу Франк Бауман был подвергнут критике как со стороны болельщиков, так и бывших игроков «Вердера»: Марко Арнаутович заявил, что команда нуждается в Писарро, и её руководство не должно было допустить подобной ситуации с легендой клуба. Среди претендентов на Клаудио назывались «Альянса Лима», «Самсунспор», «Дармштадт 98», а также швейцарские и австрийские клубы, однако как и два года назад до окончания трансферного окна он так и не смог найти себе новую команду, а «Вердер» даже объявил о готовности организовать прощальный матч игроку. Однако Писарро не пошёл на окончательное завершение карьеры и 29 сентября сумел заключить соглашение с «Кёльном» сроком на один год, а 1 октября дебютировал за него в матче против «РБ Лейпциг».
Сезон 2017/18 начался для клуба крайне неудачно — в первых 14-ти турах он сумел набрать лишь три очка в Бундеслиге, что привело к увольнению главного тренера Петера Штёгера 3 декабря 2017 года. Писарро в этот период вновь столкнулся с рядом травм, которые выбили его из строя до начала зимнего перерыва. Следующую половину сезона Клауидо рассматривался новым главным тренером Штефаном Рутенбеком в качестве резервиста, из-за чего игрок получал мало игровой практики. Единственный гол в этом сезоне Писарро сумел забить 4 марта 2018 года в ворота «Штутгарта», а всего удалось провести лишь 572 минуты в 16 матчах. Руководство клуба решило не продлевать соглашение с перуанцем по итогам сезона, и с июля он вновь получил статус свободного агента.

### Четвёртый приход в «Вердер»
В марте 2018 года Франк Бауман огласил новую идею в политике «Вердера» — он предложил пригласить в клуб для обучения различным должностям бывших нападающих клуба: Ивана Класнича, Клаудио Писарро и Мирослава Клозе. Несмотря на отказы Клозе и Класнича, в итоге спортивному директору удалось убедить Писарро, и 29 июля 2018 года было объявлено о возвращении перуанца в бременский клуб с условием, что именно в нём летом 2019 года он завершит свою профессиональную карьеру и будет в течение сезона выполнять роль наставника для молодых игроков. Новый главный тренер команды Флориан Кофельдт рассматривал Клаудио как резервиста и усиление для финальных отрезков матчей, но отметил, что болельщики на «Везерштадионе» прославляли игрока в своих песнях и требовали больше игрового времени для Писарро. С выходом на поле 5 октября 2018 года в победном домашнем матче против «Вольфсбурга» Писарро стал четвёртым в истории полевым игроком Бундеслиги, чей возраст превысил сорок лет (ранее этого достижения удалось добиться Мирославу Вотаве, Манфреду Бургсмюллеру и Клаусу Фихтелю).
16 февраля 2019 года Писарро, отличившись в 22-м туре против «Герты», установил рекорд чемпионата Германии, забив гол в 21 первенстве страны подряд, что сделало его самым возрастным игроком Бундеслиги, которому удавалась поразить ворота противника. В мае 2019 года Писарро заявил о возможном продлении карьеры ещё на один сезон, что однако не вызвало энтузиазма у руководства «Вердера». Флориан Кофельдт в интервью, комментируя будущее перуанца, отметил, что в команде относятся к Клаудио с большим уважением, однако романтический подход неуместен в этом вопросе.
10 августа 2019 года в первом раунде кубка Германии Клаудио Писарро забил два гола в ворота «Атлас Делменхорст», став самым возрастным автором дубля в этом турнире. На тот момент форварду «Вердера» исполнилось 40 лет, 10 месяцев и 7 дней.

### Завершение карьеры
6 июля 2020 года, после второго стыкового матча «Вердера» с «Хайденхаймом» за право сохранить прописку в Бундеслиге на сезон 2020/21, официально заявил о завершении профессиональной карьеры в возрасте 41 года. В обеих встречах Клаудио оставался на скамейке запасных.

## Карьера в сборной

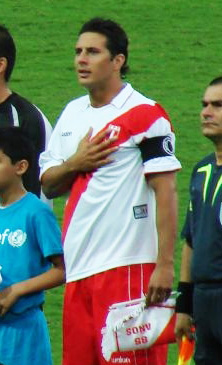
Писарро в форме сборной Перу 30 июня 2007 года перед матчем Кубка Америки со сборной Венесуэлы (0:2)

В сборной Перу Клаудио Писарро дебютировал 10 февраля 1999 года в товарищеском матче со сборной Эквадора, который завершился поражением перуанцев со счётом 1:2. Ровно через неделю перуанцы вновь проводили матч с эквадорцами, и в этом матче Клаудио открыл счёт своим голам за сборную. В том же году главный тренер сборной Хуан Карлос Облитас включил Писарро в заявку сборной на Кубок Америки, проходивший в Парагвае. Перуанцы вышли из группы со второго места, обыграв японцев и боливийцев и уступив лишь хозяевам турнира. Но в четвертьфинале уступили сборной Мексики по пенальти, причём мексиканцы сравняли счёт в основное время лишь на 87-й минуте матча. Клаудио Писарро принял участие во всех 4-х матчах, однако забитыми голами отметиться не смог.
В следующем году Писарро был вызван в состав олимпийской сборной Перу на время отборочного турнира к Олимпийским играм в Сиднее. Клаудио сыграл во всех 4-х матчах, в которых забил 5 голов, однако это не помогло его сборной, которая заняла лишь 3-е место в своей группе и не прошла дальше.
В том же году стартовал отборочный турнир к чемпионату мира 2002 года. Отбор получился для перуанцев неудачным, и они заняли лишь 8-е место среди 10-и команд. Клаудио сыграл в 14-и матчах и забил всего 2 гола. А 8 ноября 2001 года в матче 17-го тура с Аргентиной и вовсе получил красную карточку за удар локтем в лицо Хавьера Санетти.
В 2004 году Писарро отправился на свой второй Кубок Америки, проходивший на его родине в Перу в ранге капитана сборной. В первом матче с боливийцами, который завершился ничьей со счётом 2:2 Клаудио забил первый гол своей сборной с пенальти. А уже в следующем матче со сборной Венесуэлы Клаудио получил две жёлтые карточки и был удалён на 87-й минуте матча, как выяснило обследование после матча Писарро получил в этом же матче трещину в черепе после одного из игровых столкновений. Писарро немедленно вылетел в Германию для операции, и на этом турнир для него был закончен. Уже без своего капитана перуанцы вышли в четвертьфинал, в котором проиграли аргентинцам с минимальным счётом.
Следующий отборочный цикл к чемпионату мира также сложился для перуанцев неудачно, они заняли 9-е место среди всех команд. Писарро принял участие в 11-и матчах и забил всего-навсего один гол. В 2006 году Писарро провёл в майке национальной команды всего 2 матча, после чего отказался выступать за сборную и заявил, что вернётся туда только после ухода Франко Наварро. В июле 2007 года Наварро был уволен, и на его место пришёл Хулио Сесар Урибе.
При новом тренере Писарро сразу же возобновил своё участие в играх сборной и отправился в Венесуэлу на свой третий Кубок Америки. Из группы перуанцы вышли со второго места, неожиданно победив сборную Уругвая, проиграв хозяевам турнира и сыграв вничью со сборной Боливии со счётом 2:2, причём оба гола Перу оказались на счету Писарро. Но в четвертьфинале, как и три года назад, перуанцы наткнулись на Аргентину, которая разгромила их со счётом 0:4.
Вскоре стартовал очередной отборочный турнир к чемпионату мира. Писарро принял участие в первых 4-х матчах, но вскоре разгорелся скандал. После матча со сборной Бразилии, прошедшего 18 ноября 2007 года, Писарро вместе с другими игроками сборной Перу Сантьяго Акасьете, Джефферсоном Фарфаном и Андресом Мендосой устроили вечеринку, на которой они употребляли алкоголь в обществе проституток. Федерация футбола Перу за нарушение спортивного режима отстранила всех четырёх футболистов от игр за сборную на полтора года и оштрафовала каждого на 10 тысяч фунтов. Через несколько дней Клаудио выразил желание оспорить решение федерации:

Я очень удивлён теми санкциями, которые были применены ко мне и моим партнёрам. За себя я могу ручаться — режим я не нарушал и в положенное время был на базе сборной. Пошли слухи о том, что я даже намерен покинуть команду страны после произошедшего — но откуда берутся эти домыслы, я не могу представить. Сборная Перу — это моя родина, моя мечта, и я намерен защищать её честь и приносить ей пользу забитыми мячами.
Впоследствии всем футболистам, кроме Андреса Мендосы, уменьшили дисквалификацию с восемнадцати месяцев до трёх.
В 2008 году Писарро вновь начал шантажировать руководство федерации тем, что не будет выступать за сборную Перу до тех пор, пока её тренер Хосе Дель Солар не уйдёт в отставку. Прокомментировал он это следующим образом:

Меня возмущает все, что происходит сегодня со сборной. Мы в очень плохом состоянии, взаимодействия у партнеров нет никакого, а федерация даже не организовала товарищеские матчи в преддверии важных встреч с Аргентиной и Венесуэлой.
В 2009 году Клаудио Писарро подал в суд на Федерацию футбола Перу и, благодаря отсутствию у следствия необходимых доказательств его вины, выиграл дело, после чего наложенный на него штраф был отменён.
В сборную Клаудио вернулся лишь при новом тренере Серхио Маркаряне в 2011 году. 29 марта Клаудио впервые за 4 года вышел на поле в составе сборной, это произошло в товарищеском матче со сборной Эквадора, который закончился нулевой ничьей. В начале лета того же года Маркарян включил Писарро в заявку на Кубок Америки, однако перед началом турнира Клаудио получил травму колена, из-за которой был вынужден пропустить турнир. Несмотря на потерю своего лидера, перуанцы завершили первенство с бронзовыми медалями.
К отборочному турниру на чемпионат мира 2014 года Клаудио рассматривался тренерским штабом в качестве основного нападающего сборной, а сам Писарро даже высказывал уверенность в способности команды побороться за выход в финальную стадию первенства. Тем не менее квалификация стартовала для Перу с одной победы и двух поражений осенью 2011 года, а к летним матчам 2012 года команда оказалась ослаблена отсутствием травмированных Варгаса и Писарро, что стало дополнительной причиной к продолжению серии проигрышей. После восстановления от повреждения Писарро провёл все оставшиеся матчи отборочного турнира кроме выездной встречи со сборной Боливии, начиная все матчи в стартовом составе в статусе капитана команды. По итогам перуанцы вновь не смогли пройти в финальный турнир, заняв седьмое место в отборочной группе, что привело к увольнению главного тренера. Это стало единственной неудачей для Клаудио в 2013 году, о чём он с сожалением признался после победы «Баварии» в финале клубного чемпионата мира.
В 2015 году новый тренер сборной Перу Рикардо Гарека включил Писарро в заявку на Кубок Америки. Клаудио начал турнир на скамейке запасных, пропустив матч с Бразилией, но, начиная со второго тура группового этапа, занял место второго нападающего в стартовом составе, а также вновь получил капитанскую повязку. Перуанцам удалось повторить результат четырёхлетней давности и вновь завоевать бронзовые медали чемпионата, проиграв в полуфинале хозяевам первенства — сборной Чили. Писарро сумел поразить ворота лишь однажды во встрече с Венесуэлой — этот гол, как оказалось позже, стал последним для него в футболке национальной команды.
Следующий отборочный цикл к чемпионату мира в России Писарро снова начал в статусе капитана сборной Перу. Как и при предыдущей квалификации турнир начался для перуанцев неудачно, что привело к волне критики в СМИ, обвинивших игроков в требовании оплаты их участия в играх сборной. Клаудио резко опроверг эти претензии, назвав такие статьи средством для увеличения продаж изданий. В начале 2016 года претензии фанатов коснулись и самого Писарро, которого вместе с другими ветеранами сборной обвиняли в незаслуженности вызова в национальную команду. Летом 2016 года появились слухи о скором объявлении о прекращении выступления Писарро за сборную, которые он опроверг, заявив, что как и прежде «хочет сыграть на чемпионате мира».
В сентябре 2016 года травма помешала ему принять участие в играх с Боливией и Эквадором, однако Клаудио вновь подтвердил, что несмотря на возраст и низкие шансы перуанцев на выход из группы он по-прежнему желает представлять сборную команду страны. Однако в дальнейшем Гарека перестал делать вызовы Писарро в команду на отборочные игры, а в итоге команда Перу впервые за 35 лет сумела пробиться в финальную стадию чемпионата мира. Скандал с обнаружением метаболитов кокаина в допинг-пробах Хосе Паоло Герреро, по мнению журналистов, давал Писарро шанс на участие в заветном для него чемпионате мира, но сокращение срока дисквалификации игрока оставило Клаудио вне заявки от турнира в России. По мнению Артуро Видаля, на этом чемпионате мира Писарро мог бы принести пользу команде не только как возможный игрок нападения, но и благодаря своему опыту в коллективе, и именно отсутствие Клаудио стало одной из причин неудачного выступления сборной Перу в России, не сумевшей выйти из группы.
Всего за карьеру Клаудио Писарро провёл 85 матчей в составе сборной Перу, в которых забил 20 голов.

## Игровые качества
В начале 2010-х годов Клаудио Писарро являлся одним из самых стабильных нападающих мира по результативности — с момента переезда игрока в Европу до сезона 2013/2014, он стабильно забивал не менее 12 голов за сезон. Исключением стал его единственный сезон в «Челси», в котором ему удалось отличиться лишь дважды в тридцати двух матчах, причём оба мяча пришлись в ворота «Бирмингем Сити». Согласно оценке изданий Marca и Diario AS, анализировавших в 2011 году возможных кандидатов для усиления атаки клуба «Реал Мадрид», Клаудио был охарактеризован как игрок, обладающий всеми нужными качествами таранного форварда.
Ещё в 2002 году Франц Беккенбауэр говорил о том, что перуанец способен достигнуть многого. Оттмар Хитцфельд, тренер, при котором Клаудио начинал играть в «Баварии», называл его великим нападающим и отмечал то, как он быстро адаптировал свою южноамериканскую технику к скоростям европейского футбола. Тренер «Вердера» Томас Шааф в начале европейской карьеры перуанца отмечал его уверенность в себе, но и замечал то, что Клаудио не всегда мог довести дело до конца. Франсиско Матурана назвал Клаудио прототипом современного нападающего. Он отметил то, что Писарро обладает всеми качествами идеального нападающего, ростом, мощностью, скоростью и техникой. Ближе к концу игровой карьеры Клаудио удостаивался положительных комментариев за свой профессионализм, влияние на молодых игроков и опыт в выборе позиции.

## Достижения

### Командные
«Вердер»
- Обладатель Кубка Германии: 2009
- Итого: 1 трофей

«Бавария»
- Чемпион Германии (6): 2003, 2005, 2006, 2013, 2014, 2015
- Обладатель Кубка Германии (5): 2003, 2005, 2006, 2013, 2014
- Обладатель Суперкубка Германии: 2012
- Обладатель Кубок немецкой лиги: 2004
- Победитель Лиги чемпионов УЕФА: 2012/13
- Обладатель Суперкубка УЕФА: 2013
- Обладатель Межконтинентального кубка: 2001
- Победитель Клубного чемпионата мира: 2013
- Итого: 17 трофеев

Сборная Перу
- Обладатель Кубка Кирин: 1999
- Бронзовый призёр Кубка Америки: 2015

### Личные
- Лучший бомбардир Кубка Германии: 2004/05
- Лучший бомбардир Лиги Европы УЕФА: 2009/10
- Лучший бомбардир в истории «Вердера»: 152 гола

## Личная жизнь
В 1999 году Клаудио женился на своей подруге Карле Сальседо. Они познакомились, когда им было 17 лет и они ещё учились в школе. 17 октября того же года у них родился сын, которого назвали Клаудио. Сейчас у пары есть ещё один сын Джанлука и дочь Антонелла. Писарро владеет паспортом гражданина Италии, он получил его благодаря тому, что его дед родился в Турине. Писарро постоянно проживает с семьёй на территории Германии на окраине Мюнхена и отрицательно рассматривает возможность возвращения в Перу, что, по его словам, вызвано соображениями безопасности.
В юности Клаудио восхищался Вальдиром Саэнсом, с которым позже они вместе два года отыграют за «Альянсу». Также, когда Клаудио ещё играл на позиции полузащитника, его любимым игроком был колумбиец Карлос Вальдеррама, когда же Клаудио передвинулся в нападение, примером для подражания для него стал бразилец Роналдо.
Брат Клаудио, Диего, который младше его на 12 лет, также является футболистом. Долгое время он выступал за молодёжные команды мюнхенской «Баварии», но в 2009 году он уехал обратно в Перу и стал выступать за «Коронель Болоньеси», после чего сменил ещё несколько клубов перуанского чемпионата.
Клаудио, по его словам, спокойный человек, который любит наслаждаться жизнью. Любимой едой Клаудио является севиче. Писарро очень скучал по своей любимой еде, когда переехал в Германию. Когда он перешёл в «Баварию», то вместе со всей командой посетил Октоберфест. В «Баварии» Писарро сдружился с другим южноамериканцем Роке Санта Крусом, у которого он был на свадьбе в 2003 году. После Октоберфеста в 2006 году Клаудио был задержан полицией за вождение в нетрезвом виде, за это его лишили прав на 9 месяцев. Спустя 10 лет, вспоминая об этих инцидентах, Клаудио признался, что в тот момент совершил много «идиотских» поступков из-за стремления к удовольствиям, и позже пересмотрел свои взгляды к разгульному образу жизни.
Клаудио владеет несколькими скаковыми лошадьми в Перу. Это приносит футболисту небольшой доход, так как в Перу нет большого призового фонда на скачках. Также Клаудио разводит некоторые породы и продаёт их в Аргентину. Совладельцами лошадей Писарро в разное время были его партнёры по командам Тим Боровски и Томас Мюллер, а также Джои Бартон. Помимо лошадей, Клаудио увлекается рыбалкой и музыкой, особенно он любит слушать сальсу и хип-хоп.

### Обвинения в уклонении от уплаты налогов
В 2009 году правоохранительные органы Перу стали подозревать Писарро в уклонении от уплаты налогов как одного из акционеров компании Image, занимавшейся представительством перуанских футболистов. В апреле того же года подкомитет перуанского конгресса потребовал, чтобы Писарро предстал перед его членами для дачи показаний в связи с расследованием этого дела. Писарро отказался вернуться в Перу и согласился лишь на дачу показаний с помощью средств телекоммуникации. Расследование парламентской комиссии по делу Image не выявило причастность лично Писарро к преступным схемам главы фирмы Карлоса Дельгадо, однако взяло его деятельность под особый контроль. В 2010 году Клаудио был вызван в суд как свидетель, где отрицал своё знание об афере Дельгадо, которому вменялась неуплата более 8 миллионов евро. Кроме того под подозрение попал и отец футболиста — Самуэль Писарро, являвшийся соучредителем Image. После окончания процесса над Дельгадо в 2011 году прокуратурой Перу вновь было начато расследование против Клуадио, так как результаты расследования выявили новые факты в деле, но причастность вновь доказать не удалось. В 2014 году парламентской комиссией было выявлены дополнительные средства, полученные Image от реализации прав на футболистов и выведенные в офшор в Панаме, и вновь конгрессмены потребовали от Писарро явиться на допрос. В 2017 году Писарро вновь подвергся обвинению о ключевой роли в преступной схеме Image и снижении морали сборной команды в 2009 году от журналиста Филлипа Баттерса, работавшего на телеканале Exitosa TV.

## Клубная статистика
| Клуб              | Сезон            | Чемпионат Перу | Чемпионат Перу | Кубок Либертадорес | Кубок Либертадорес | Кубок Мерконорте | Кубок Мерконорте | Итого | Итого |
| Клуб              | Сезон            | Игры           | Голы           | Игры               | Голы               | Игры             | Голы             | Игры  | Голы  |
| ----------------- | ---------------- | -------------- | -------------- | ------------------ | ------------------ | ---------------- | ---------------- | ----- | ----- |
| Депортиво Пескеро | 1996             | 16             | 3              | 0                  | 0                  | 0                | 0                | 16    | 3     |
| Депортиво Пескеро | 1997             | 25             | 8              | 0                  | 0                  | 0                | 0                | 25    | 8     |
| Депортиво Пескеро | Итого            | 41             | 11             | 0                  | 0                  | 0                | 0                | 41    | 11    |
| Альянса Лима      | 1998             | 22             | 7              | ?                  | 0                  | ?                | 2                | 22+   | 9     |
| Альянса Лима      | 1999             | 22             | 18             | 0                  | 0                  | 0                | 0                | 22    | 18    |
| Альянса Лима      | Итого            | 44             | 25             | ?                  | 0                  | ?                | 2                | 44+   | 27    |
| Всего за карьеру  | Всего за карьеру | 85             | 36             | ?                  | 0                  | ?                | 2                | 85+   | 38    |

| Клуб             | Сезон            | Национальный чемпионат | Национальный чемпионат | Национальный кубок | Национальный кубок | Национальный суперкубок | Национальный суперкубок | Кубок Лиги | Кубок Лиги | Лига чемпионов УЕФА | Лига чемпионов УЕФА | Кубок УЕФА | Кубок УЕФА | Лига Европы УЕФА | Лига Европы УЕФА | Суперкубок УЕФА | Суперкубок УЕФА | Межконтинентальный кубок / Клубный чемпионат мира | Межконтинентальный кубок / Клубный чемпионат мира | Итого | Итого |
| Клуб             | Сезон            | Игры                   | Голы                   | Игры               | Голы               | Игры                    | Голы                    | Игры       | Голы       | Игры                | Голы                | Игры       | Голы       | Игры             | Голы             | Игры            | Голы            | Игры                                              | Голы                                              | Игры  | Голы  |
| ---------------- | ---------------- | ---------------------- | ---------------------- | ------------------ | ------------------ | ----------------------- | ----------------------- | ---------- | ---------- | ------------------- | ------------------- | ---------- | ---------- | ---------------- | ---------------- | --------------- | --------------- | ------------------------------------------------- | ------------------------------------------------- | ----- | ----- |
| Вердер           | 1999/00          | 25                     | 10                     | 5                  | 2                  | 0                       | 0                       | 0          | 0          | 0                   | 0                   | 9          | 3          | 0                | 0                | 0               | 0               | 0                                                 | 0                                                 | 39    | 15    |
| Вердер           | 2000/01          | 31                     | 19                     | 1                  | 0                  | 0                       | 0                       | 0          | 0          | 0                   | 0                   | 5          | 4          | 0                | 0                | 0               | 0               | 0                                                 | 0                                                 | 37    | 23    |
| Вердер           | Итого            | 56                     | 29                     | 6                  | 2                  | 0                       | 0                       | 0          | 0          | 0                   | 0                   | 14         | 7          | 0                | 0                | 0               | 0               | 0                                                 | 0                                                 | 76    | 38    |
| Бавария          | 2001/02          | 30                     | 15                     | 4                  | 0                  | 0                       | 0                       | 0          | 0          | 14                  | 4                   | 0          | 0          | 0                | 0                | 1               | 0               | 1                                                 | 0                                                 | 50    | 19    |
| Бавария          | 2002/03          | 31                     | 15                     | 6                  | 2                  | 0                       | 0                       | 1          | 0          | 7                   | 2                   | 0          | 0          | 0                | 0                | 0               | 0               | 0                                                 | 0                                                 | 45    | 19    |
| Бавария          | 2003/04          | 31                     | 11                     | 4                  | 1                  | 0                       | 0                       | 1          | 0          | 7                   | 0                   | 0          | 0          | 0                | 0                | 0               | 0               | 0                                                 | 0                                                 | 43    | 12    |
| Бавария          | 2004/05          | 23                     | 11                     | 5                  | 6                  | 0                       | 0                       | 0          | 0          | 7                   | 4                   | 0          | 0          | 0                | 0                | 0               | 0               | 0                                                 | 0                                                 | 35    | 21    |
| Бавария          | 2005/06          | 26                     | 11                     | 5                  | 5                  | 0                       | 0                       | 1          | 0          | 6                   | 1                   | 0          | 0          | 0                | 0                | 0               | 0               | 0                                                 | 0                                                 | 38    | 17    |
| Бавария          | 2006/07          | 33                     | 8                      | 2                  | 0                  | 0                       | 0                       | 0          | 0          | 10                  | 4                   | 0          | 0          | 0                | 0                | 0               | 0               | 0                                                 | 0                                                 | 45    | 12    |
| Бавария          | Итого            | 174                    | 71                     | 26                 | 14                 | 0                       | 0                       | 3          | 0          | 51                  | 15                  | 0          | 0          | 0                | 0                | 1               | 0               | 1                                                 | 0                                                 | 256   | 100   |
| Челси            | 2007/08          | 21                     | 2                      | 4                  | 0                  | 1                       | 0                       | 4          | 0          | 2                   | 0                   | 0          | 0          | 0                | 0                | 0               | 0               | 0                                                 | 0                                                 | 32    | 2     |
| Челси            | Итого            | 21                     | 2                      | 4                  | 0                  | 1                       | 0                       | 4          | 0          | 2                   | 0                   | 0          | 0          | 0                | 0                | 0               | 0               | 0                                                 | 0                                                 | 32    | 2     |
| Вердер           | 2008/09          | 26                     | 17                     | 5                  | 4                  | 0                       | 0                       | 0          | 0          | 6                   | 2                   | 9          | 5          | 0                | 0                | 0               | 0               | 0                                                 | 0                                                 | 46    | 28    |
| Вердер           | 2009/10          | 26                     | 16                     | 4                  | 1                  | 0                       | 0                       | 0          | 0          | 0                   | 0                   | 0          | 0          | 10               | 11               | 0               | 0               | 0                                                 | 0                                                 | 40    | 28    |
| Вердер           | 2010/11          | 22                     | 9                      | 2                  | 2                  | 0                       | 0                       | 0          | 0          | 5                   | 3                   | 0          | 0          | 0                | 0                | 0               | 0               | 0                                                 | 0                                                 | 29    | 14    |
| Вердер           | 2011/12          | 29                     | 18                     | 0                  | 0                  | 0                       | 0                       | 0          | 0          | 0                   | 0                   | 0          | 0          | 0                | 0                | 0               | 0               | 0                                                 | 0                                                 | 29    | 18    |
| Вердер           | Итого            | 103                    | 60                     | 11                 | 7                  | 0                       | 0                       | 0          | 0          | 11                  | 5                   | 9          | 5          | 10               | 11               | 0               | 0               | 0                                                 | 0                                                 | 144   | 88    |
| Бавария          | 2012/13          | 20                     | 6                      | 2                  | 3                  | 0                       | 0                       | 0          | 0          | 6                   | 4                   | 0          | 0          | 0                | 0                | 0               | 0               | 0                                                 | 0                                                 | 28    | 13    |
| Бавария          | 2013/14          | 17                     | 10                     | 2                  | 1                  | 1                       | 0                       | 0          | 0          | 5                   | 0                   | 0          | 0          | 0                | 0                | 0               | 0               | 1                                                 | 0                                                 | 26    | 11    |
| Бавария          | 2014/15          | 13                     | 0                      | 2                  | 1                  | 0                       | 0                       | 0          | 0          | 2                   | 0                   | 0          | 0          | 0                | 0                | 0               | 0               | 0                                                 | 0                                                 | 17    | 1     |
| Бавария          | Итого            | 50                     | 16                     | 6                  | 5                  | 1                       | 0                       | 0          | 0          | 13                  | 4                   | 0          | 0          | 0                | 0                | 0               | 0               | 1                                                 | 0                                                 | 71    | 25    |
| Вердер           | 2015/16          | 28                     | 14                     | 4                  | 2                  | 0                       | 0                       | 0          | 0          | 0                   | 0                   | 0          | 0          | 0                | 0                | 0               | 0               | 0                                                 | 0                                                 | 32    | 16    |
| Вердер           | 2016/17          | 19                     | 1                      | 0                  | 0                  | 0                       | 0                       | 0          | 0          | 0                   | 0                   | 0          | 0          | 0                | 0                | 0               | 0               | 0                                                 | 0                                                 | 19    | 1     |
| Вердер           | Итого            | 47                     | 15                     | 4                  | 2                  | 0                       | 0                       | 0          | 0          | 0                   | 0                   | 0          | 0          | 0                | 0                | 0               | 0               | 0                                                 | 0                                                 | 58    | 17    |
| Кёльн            | 2017/18          | 16                     | 1                      | 0                  | 0                  | 0                       | 0                       | 0          | 0          | 0                   | 0                   | 0          | 0          | 0                | 0                | 0               | 0               | 0                                                 | 0                                                 | 16    | 1     |
| Кёльн            | Итого            | 16                     | 1                      | 0                  | 0                  | 0                       | 0                       | 0          | 0          | 0                   | 0                   | 0          | 0          | 0                | 0                | 0               | 0               | 0                                                 | 0                                                 | 16    | 1     |
| Вердер           | 2018/19          | 26                     | 5                      | 2                  | 1                  | 0                       | 0                       | 0          | 0          | 0                   | 0                   | 0          | 0          | 0                | 0                | 0               | 0               | 0                                                 | 0                                                 | 28    | 6     |
| Вердер           | 2019/20          | 7                      | 0                      | 1                  | 2                  | 0                       | 0                       | 0          | 0          | 0                   | 0                   | 0          | 0          | 0                | 0                | 0               | 0               | 0                                                 | 0                                                 | 8     | 2     |
| Вердер           | Итого            | 33                     | 5                      | 3                  | 3                  | 0                       | 0                       | 0          | 0          | 0                   | 0                   | 0          | 0          | 0                | 0                | 0               | 0               | 0                                                 | 0                                                 | 36    | 8     |
| Всего за карьеру | Всего за карьеру | 494                    | 199                    | 62                 | 33                 | 2                       | 0                       | 7          | 0          | 81                  | 24                  | 23         | 12         | 10               | 11               | 1               | 0               | 2                                                 | 0                                                 | 682   | 279   |

По состоянию на 19 октября 2019 года

## Статистика в сборной
| Матчи и голы Клаудио Писарро за сборную Перу | Матчи и голы Клаудио Писарро за сборную Перу | Матчи и голы Клаудио Писарро за сборную Перу | Матчи и голы Клаудио Писарро за сборную Перу | Матчи и голы Клаудио Писарро за сборную Перу | Матчи и голы Клаудио Писарро за сборную Перу | Матчи и голы Клаудио Писарро за сборную Перу |
| №                                            | Дата                                         | Место проведения                             | Соперник                                     | Счёт                                         | Голы                                         | Турнир                                       |
| -------------------------------------------- | -------------------------------------------- | -------------------------------------------- | -------------------------------------------- | -------------------------------------------- | -------------------------------------------- | -------------------------------------------- |
| 1                                            | 10 февраля 1999                              | Лима                                         | Эквадор                                      | 1:2                                          | -                                            | Товарищеский матч                            |
| 2                                            | 17 февраля 1999                              | Гуаякиль                                     | Эквадор                                      | 2:1                                          | 1                                            | Товарищеский матч                            |
| 3                                            | 30 мая 1999                                  | Киото                                        | Бельгия                                      | 1:1                                          | -                                            | Кубок Кирин                                  |
| 4                                            | 6 июня 1999                                  | Иокогама                                     | Япония                                       | 0:0                                          | -                                            | Кубок Кирин                                  |
| 5                                            | 17 июня 1999                                 | Манисалес                                    | Колумбия                                     | 3:3                                          | 1                                            | Товарищеский матч                            |
| 6                                            | 20 июня 1999                                 | Валенсия                                     | Венесуэла                                    | 0:3                                          | -                                            | Товарищеский матч                            |
| 7                                            | 23 июня 1999                                 | Лима                                         | Венесуэла                                    | 3:0                                          | 1                                            | Товарищеский матч                            |
| 8                                            | 29 июня 1999                                 | Асунсьон                                     | Япония                                       | 3:2                                          | -                                            | Кубок Америки 1999                           |
| 9                                            | 2 июля 1999                                  | Асунсьон                                     | Парагвай                                     | 1:0                                          | -                                            | Кубок Америки 1999                           |
| 10                                           | 5 июля 1999                                  | Педро-Хуан-Кабальеро                         | Парагвай                                     | 0:1                                          | -                                            | Кубок Америки 1999                           |
| 11                                           | 10 июля 1999                                 | Асунсьон                                     | Мексика                                      | 3:3                                          | -                                            | Кубок Америки 1999                           |
| 12                                           | 29 марта 2000                                | Лима                                         | Парагвай                                     | 2:0                                          | -                                            | Отборочный матч к ЧМ 2002                    |
| 13                                           | 26 апреля 2000                               | Сантьяго                                     | Чили                                         | 1:1                                          | -                                            | Отборочный матч к ЧМ 2002                    |
| 14                                           | 29 июня 2000                                 | Кито                                         | Эквадор                                      | 1:2                                          | -                                            | Отборочный матч к ЧМ 2002                    |
| 15                                           | 19 июля 2000                                 | Лима                                         | Колумбия                                     | 0:1                                          | -                                            | Отборочный матч к ЧМ 2002                    |
| 16                                           | 26 июля 2000                                 | Монтевидео                                   | Уругвай                                      | 0:0                                          | -                                            | Отборочный матч к ЧМ 2002                    |
| 17                                           | 16 августа 2000                              | Лима                                         | Венесуэла                                    | 1:0                                          | -                                            | Отборочный матч к ЧМ 2002                    |
| 18                                           | 3 сентября 2000                              | Лима                                         | Аргентина                                    | 1:2                                          | -                                            | Отборочный матч к ЧМ 2002                    |
| 19                                           | 8 октября 2000                               | Ла-Пас                                       | Боливия                                      | 0:1                                          | -                                            | Отборочный матч к ЧМ 2002                    |
| 20                                           | 27 марта 2001                                | Лима                                         | Чили                                         | 3:1                                          | 1                                            | Отборочный матч к ЧМ 2002                    |
| 21                                           | 25 апреля 2001                               | Сан-Паулу                                    | Бразилия                                     | 1:1                                          | -                                            | Отборочный матч к ЧМ 2002                    |
| 22                                           | 2 июня 2001                                  | Лима                                         | Эквадор                                      | 1:2                                          | 1                                            | Отборочный матч к ЧМ 2002                    |
| 23                                           | 16 августа 2001                              | Богота                                       | Колумбия                                     | 1:0                                          | -                                            | Отборочный матч к ЧМ 2002                    |
| 24                                           | 4 сентября 2001                              | Лима                                         | Уругвай                                      | 0:2                                          | -                                            | Отборочный матч к ЧМ 2002                    |
| 25                                           | 8 ноября 2001                                | Буэнос-Айрес                                 | Аргентина                                    | 0:2                                          | -                                            | Отборочный матч к ЧМ 2002                    |
| 26                                           | 30 марта 2003                                | Сантьяго                                     | Чили                                         | 0:2                                          | -                                            | Товарищеский матч                            |
| 27                                           | 2 апреля 2003                                | Лима                                         | Чили                                         | 3:0                                          | 2                                            | Товарищеский матч                            |
| 28                                           | 30 апреля 2003                               | Лима                                         | Парагвай                                     | 0:1                                          | -                                            | Товарищеский матч                            |
| 29                                           | 20 августа 2003                              | Ист-Ратерфорд                                | Мексика                                      | 3:1                                          | 1                                            | Товарищеский матч                            |
| 30                                           | 6 сентября 2003                              | Лима                                         | Парагвай                                     | 4:1                                          | -                                            | Отборочный матч к ЧМ 2006                    |
| 31                                           | 9 сентября 2003                              | Сантьяго                                     | Чили                                         | 1:2                                          | -                                            | Отборочный матч к ЧМ 2006                    |
| 32                                           | 16 ноября 2003                               | Лима                                         | Бразилия                                     | 1:1                                          | -                                            | Отборочный матч к ЧМ 2006                    |
| 33                                           | 19 ноября 2003                               | Кито                                         | Эквадор                                      | 0:0                                          | -                                            | Отборочный матч к ЧМ 2006                    |
| 34                                           | 18 февраля 2004                              | Барселона                                    | Испания                                      | 1:2                                          | -                                            | Товарищеский матч                            |
| 35                                           | 31 марта 2004                                | Лима                                         | Колумбия                                     | 0:2                                          | -                                            | Отборочный матч к ЧМ 2006                    |
| 36                                           | 1 июня 2004                                  | Монтевидео                                   | Уругвай                                      | 3:1                                          | 1                                            | Отборочный матч к ЧМ 2006                    |
| 37                                           | 6 июля 2004                                  | Лима                                         | Боливия                                      | 2:2                                          | 1                                            | Кубок Америки 2004                           |
| 38                                           | 9 июля 2004                                  | Лима                                         | Венесуэла                                    | 3:1                                          | -                                            | Кубок Америки 2004                           |
| 39                                           | 17 ноября 2004                               | Лима                                         | Чили                                         | 2:1                                          | -                                            | Отборочный матч к ЧМ 2006                    |
| 40                                           | 27 марта 2005                                | Гояния                                       | Бразилия                                     | 0:1                                          | -                                            | Отборочный матч к ЧМ 2006                    |
| 41                                           | 30 марта 2005                                | Лима                                         | Эквадор                                      | 2:2                                          | -                                            | Отборочный матч к ЧМ 2006                    |
| 42                                           | 4 июня 2005                                  | Барранкилья                                  | Колумбия                                     | 0:5                                          | -                                            | Отборочный матч к ЧМ 2006                    |
| 43                                           | 7 июня 2005                                  | Лима                                         | Уругвай                                      | 0:0                                          | -                                            | Отборочный матч к ЧМ 2006                    |
| 44                                           | 6 сентября 2006                              | Ист-Ратерфорд                                | Эквадор                                      | 1:1                                          | -                                            | Товарищеский матч                            |
| 45                                           | 7 октября 2006                               | Винья-дель-Мар                               | Чили                                         | 2:3                                          | 1                                            | Тихоокеанский Кубок                          |
| 46                                           | 26 июня 2007                                 | Мерида                                       | Уругвай                                      | 3:0                                          | -                                            | Кубок Америки 2007                           |
| 47                                           | 30 июня 2007                                 | Сан-Кристобаль                               | Венесуэла                                    | 0:2                                          | -                                            | Кубок Америки 2007                           |
| 48                                           | 3 июля 2007                                  | Мерида                                       | Боливия                                      | 2:2                                          | 2                                            | Кубок Америки 2007                           |
| 49                                           | 8 июля 2007                                  | Баркисимето                                  | Аргентина                                    | 0:4                                          | -                                            | Кубок Америки 2007                           |
| 50                                           | 8 сентября 2007                              | Лима                                         | Колумбия                                     | 2:2                                          | -                                            | Товарищеский матч                            |
| 51                                           | 12 сентября 2007                             | Лима                                         | Боливия                                      | 2:0                                          | -                                            | Товарищеский матч                            |
| 52                                           | 13 октября 2007                              | Лима                                         | Парагвай                                     | 0:0                                          | -                                            | Отборочный матч к ЧМ 2010                    |
| 53                                           | 17 октября 2007                              | Сантьяго                                     | Чили                                         | 0:2                                          | -                                            | Отборочный матч к ЧМ 2010                    |
| 54                                           | 18 ноября 2007                               | Лима                                         | Бразилия                                     | 1:1                                          | -                                            | Отборочный матч к ЧМ 2010                    |
| 55                                           | 21 ноября 2007                               | Кито                                         | Эквадор                                      | 1:5                                          | -                                            | Отборочный матч к ЧМ 2010                    |
| 56                                           | 29 марта 2011                                | Гаага                                        | Эквадор                                      | 0:0                                          | -                                            | Товарищеский матч                            |
| 57                                           | 2 сентября 2011                              | Лима                                         | Боливия                                      | 2:2                                          | 1                                            | Товарищеский матч                            |
| 58                                           | 5 сентября 2011                              | Ла-Пас                                       | Боливия                                      | 0:0                                          | -                                            | Товарищеский матч                            |
| 59                                           | 7 октября 2011                               | Лима                                         | Парагвай                                     | 2:0                                          | -                                            | Отборочный матч к ЧМ 2014                    |
| 60                                           | 11 октября 2011                              | Сантьяго                                     | Чили                                         | 2:4                                          | 1                                            | Отборочный матч к ЧМ 2014                    |
| 61                                           | 15 ноября 2011                               | Кито                                         | Эквадор                                      | 0:2                                          | -                                            | Отборочный матч к ЧМ 2014                    |
| 62                                           | 29 февраля 2012                              | Тунис                                        | Тунис                                        | 1:1                                          | 1                                            | Товарищеский матч                            |
| 63                                           | 24 мая 2012                                  | Лима                                         | Нигерия                                      | 1:0                                          | -                                            | Товарищеский матч                            |
| 64                                           | 8 сентября 2012                              | Лима                                         | Венесуэла                                    | 2:1                                          | -                                            | Отборочный матч к ЧМ 2014                    |
| 65                                           | 12 сентября 2012                             | Лима                                         | Аргентина                                    | 1:1                                          | -                                            | Отборочный матч к ЧМ 2014                    |
| 66                                           | 17 октября 2012                              | Асунсьон                                     | Парагвай                                     | 1:0                                          | -                                            | Отборочный матч к ЧМ 2014                    |
| 67                                           | 7 февраля 2013                               | Кува                                         | Тринидад и Тобаго                            | 2:0                                          | 1                                            | Товарищеский матч                            |
| 68                                           | 23 марта 2013                                | Лима                                         | Чили                                         | 1:0                                          | -                                            | Отборочный матч к ЧМ 2014                    |
| 69                                           | 8 июня 2013                                  | Лима                                         | Эквадор                                      | 1:0                                          | 1                                            | Отборочный матч к ЧМ 2014                    |
| 70                                           | 11 июня 2013                                 | Барранкилья                                  | Колумбия                                     | 2:0                                          | -                                            | Отборочный матч к ЧМ 2014                    |
| 71                                           | 14 августа 2013                              | Сувон                                        | Республика Корея                             | 0:0                                          | -                                            | Товарищеский матч                            |
| 72                                           | 7 сентября 2013                              | Лима                                         | Уругвай                                      | 1:2                                          | -                                            | Отборочный матч к ЧМ 2014                    |
| 73                                           | 11 сентября 2013                             | Пуэрто-ла-Крус                               | Венесуэла                                    | 3:2                                          | -                                            | Отборочный матч к ЧМ 2014                    |
| 74                                           | 10 октября 2013                              | Буэнос-Айрес                                 | Аргентина                                    | 3:1                                          | 1                                            | Отборочный матч к ЧМ 2014                    |
| 75                                           | 16 октября 2013                              | Лима                                         | Боливия                                      | 1:1                                          | -                                            | Отборочный матч к ЧМ 2014                    |
| 76                                           | 15 октября 2014                              | Лима                                         | Гватемала                                    | 1:0                                          | -                                            | Товарищеский матч                            |
| 77                                           | 3 июня 2015                                  | Лима                                         | Мексика                                      | 1:1                                          | -                                            | Товарищеский матч                            |
| 78                                           | 19 июня 2015                                 | Вальпараисо                                  | Венесуэла                                    | 1:0                                          | 1                                            | Кубок Америки 2015                           |
| 79                                           | 21 июня 2015                                 | Темуко                                       | Колумбия                                     | 0:0                                          | -                                            | Кубок Америки 2015                           |
| 80                                           | 26 июня 2015                                 | Темуко                                       | Боливия                                      | 3:1                                          | -                                            | Кубок Америки 2015                           |
| 81                                           | 30 июня 2015                                 | Сантьяго                                     | Чили                                         | 1:2                                          | -                                            | Кубок Америки 2015                           |
| 82                                           | 8 октября 2015                               | Барранкилья                                  | Колумбия                                     | 2:0                                          | -                                            | Отборочный матч к ЧМ 2018                    |
| 83                                           | 14 ноября 2015                               | Лима                                         | Парагвай                                     | 1:0                                          | -                                            | Отборочный матч к ЧМ 2018                    |
| 84                                           | 25 марта 2016                                | Лима                                         | Венесуэла                                    | 2:2                                          | -                                            | Отборочный матч к ЧМ 2018                    |
| 85                                           | 30 марта 2016                                | Монтевидео                                   | Уругвай                                      | 1:0                                          | -                                            | Отборочный матч к ЧМ 2018                    |

Итого: 85 матчей / 20 голов; 26 побед, 26 ничьих, 33 поражения.
| Матчи и голы Клаудио Писарро за олимпийскую сборную Перу | Матчи и голы Клаудио Писарро за олимпийскую сборную Перу | Матчи и голы Клаудио Писарро за олимпийскую сборную Перу | Матчи и голы Клаудио Писарро за олимпийскую сборную Перу | Матчи и голы Клаудио Писарро за олимпийскую сборную Перу | Матчи и голы Клаудио Писарро за олимпийскую сборную Перу | Матчи и голы Клаудио Писарро за олимпийскую сборную Перу |
| №                                                        | Дата                                                     | Место проведения                                         | Соперник                                                 | Счёт                                                     | Голы                                                     | Турнир                                                   |
| -------------------------------------------------------- | -------------------------------------------------------- | -------------------------------------------------------- | -------------------------------------------------------- | -------------------------------------------------------- | -------------------------------------------------------- | -------------------------------------------------------- |
| 1                                                        | 18 января 2000                                           | Каскавел                                                 | Уругвай                                                  | 0:2                                                      | -                                                        | Отборочный матч к ОИ 2000                                |
| 2                                                        | 20 января 2000                                           | Каскавел                                                 | Аргентина                                                | 1:1                                                      | 1                                                        | Отборочный матч к ОИ 2000                                |
| 3                                                        | 22 января 2000                                           | Каскавел                                                 | Парагвай                                                 | 4:3                                                      | 3                                                        | Отборочный матч к ОИ 2000                                |
| 4                                                        | 29 января 2000                                           | Каскавел                                                 | Боливия                                                  | 5:2                                                      | 1                                                        | Отборочный матч к ОИ 2000                                |

Итого: 4 матча / 5 голов; 2 победы, 1 ничья, 1 поражение.
| Сводная статистика матчей и голов Клаудио Писарро за сборную Перу | Сводная статистика матчей и голов Клаудио Писарро за сборную Перу | Сводная статистика матчей и голов Клаудио Писарро за сборную Перу | Сводная статистика матчей и голов Клаудио Писарро за сборную Перу | Сводная статистика матчей и голов Клаудио Писарро за сборную Перу | Сводная статистика матчей и голов Клаудио Писарро за сборную Перу | Сводная статистика матчей и голов Клаудио Писарро за сборную Перу | Сводная статистика матчей и голов Клаудио Писарро за сборную Перу | Сводная статистика матчей и голов Клаудио Писарро за сборную Перу |
| Год                                                               | Матчи Кубка Америки                                               | Матчи Кубка Америки                                               | Отборочные матчи ЧМ                                               | Отборочные матчи ЧМ                                               | Товарищеские матчи                                                | Товарищеские матчи                                                | Итого                                                             | Итого                                                             |
| Год                                                               | Игры                                                              | Голы                                                              | Игры                                                              | Голы                                                              | Игры                                                              | Голы                                                              | Игры                                                              | Голы                                                              |
| ----------------------------------------------------------------- | ----------------------------------------------------------------- | ----------------------------------------------------------------- | ----------------------------------------------------------------- | ----------------------------------------------------------------- | ----------------------------------------------------------------- | ----------------------------------------------------------------- | ----------------------------------------------------------------- | ----------------------------------------------------------------- |
| 1999                                                              | 4                                                                 | 0                                                                 | 0                                                                 | 0                                                                 | 7                                                                 | 3                                                                 | 11                                                                | 3                                                                 |
| 2000                                                              | 0                                                                 | 0                                                                 | 8                                                                 | 0                                                                 | 0                                                                 | 0                                                                 | 8                                                                 | 0                                                                 |
| 2001                                                              | 0                                                                 | 0                                                                 | 6                                                                 | 2                                                                 | 0                                                                 | 0                                                                 | 6                                                                 | 2                                                                 |
| 2002                                                              | 0                                                                 | 0                                                                 | 0                                                                 | 0                                                                 | 0                                                                 | 0                                                                 | 0                                                                 | 0                                                                 |
| 2003                                                              | 0                                                                 | 0                                                                 | 4                                                                 | 0                                                                 | 4                                                                 | 3                                                                 | 8                                                                 | 3                                                                 |
| 2004                                                              | 2                                                                 | 1                                                                 | 3                                                                 | 1                                                                 | 1                                                                 | 0                                                                 | 6                                                                 | 2                                                                 |
| 2005                                                              | 0                                                                 | 0                                                                 | 4                                                                 | 0                                                                 | 0                                                                 | 0                                                                 | 4                                                                 | 0                                                                 |
| 2006                                                              | 0                                                                 | 0                                                                 | 0                                                                 | 0                                                                 | 2                                                                 | 1                                                                 | 2                                                                 | 1                                                                 |
| 2007                                                              | 4                                                                 | 2                                                                 | 4                                                                 | 0                                                                 | 2                                                                 | 0                                                                 | 10                                                                | 2                                                                 |
| 2008                                                              | 0                                                                 | 0                                                                 | 0                                                                 | 0                                                                 | 0                                                                 | 0                                                                 | 0                                                                 | 0                                                                 |
| 2009                                                              | 0                                                                 | 0                                                                 | 0                                                                 | 0                                                                 | 0                                                                 | 0                                                                 | 0                                                                 | 0                                                                 |
| 2010                                                              | 0                                                                 | 0                                                                 | 0                                                                 | 0                                                                 | 0                                                                 | 0                                                                 | 0                                                                 | 0                                                                 |
| 2011                                                              | 0                                                                 | 0                                                                 | 3                                                                 | 1                                                                 | 3                                                                 | 1                                                                 | 6                                                                 | 2                                                                 |
| 2012                                                              | 0                                                                 | 0                                                                 | 3                                                                 | 0                                                                 | 2                                                                 | 1                                                                 | 5                                                                 | 1                                                                 |
| 2013                                                              | 0                                                                 | 0                                                                 | 7                                                                 | 2                                                                 | 2                                                                 | 1                                                                 | 9                                                                 | 3                                                                 |
| 2014                                                              | 0                                                                 | 0                                                                 | 0                                                                 | 0                                                                 | 1                                                                 | 0                                                                 | 1                                                                 | 0                                                                 |
| 2015                                                              | 4                                                                 | 1                                                                 | 2                                                                 | 0                                                                 | 1                                                                 | 0                                                                 | 7                                                                 | 1                                                                 |
| 2016                                                              | 0                                                                 | 0                                                                 | 2                                                                 | 0                                                                 | 0                                                                 | 0                                                                 | 2                                                                 | 0                                                                 |
| Итого                                                             | 14                                                                | 4                                                                 | 46                                                                | 6                                                                 | 25                                                                | 10                                                                | 85                                                                | 20                                                                |